# حارة الخانق (صنعاء)
حارة الخانق هي إحدى حارات حي سعوان بمديرية شعوب إحد مديريات العاصمة اليمنية صنعاء، بلغ تعداد سكانها 455 نسمة حسب تعداد اليمن لعام 2004.